# Motocròs de les Nacions
El Motocròs de les Nacions, conegut tradicionalment com a Motocross des Nations (en francès) i abreujat sovint amb l'acrònim MXDN, és l'única prova que es corre per equips en un esport individual com és el motocròs. La prova es disputa anualment cap al setembre (un cop els campionats de la FIM i l'AMA han acabat), essent el principal esdeveniment de la temporada internacional d'aquest esport.
El Motocròs de les Nacions fou instaurat per la FIM el 1947, abans i tot que els Campionats del Món de motocròs, i des del seu començament estigué reservat a motocicletes de 500 cc. Més endavant, s'instaurà també el Trophée des Nations per a motocicletes de 250 cc (celebrat entre 1961 i 1984), i la Coupe des Nations per a motos de 125 cc (durà de 1981 a 1984). El 1985, la FIM va presentar un nou format que combinava els tres trofeus en un de sol, aplegant tres categories (125, 250 i 500 cc) amb un corredor de cadascuna i tres curses per trofeu (125/500, 125/250 i 250/500), de manera que tots poguessin competir entre si.
L'any 2003, la competició va adoptar el nou sistema de categories instaurat aquell any als mundials (MX1 i MX2) i va canviar el seu nom oficial a Motocross of Nations (abreujat MXoN). Des del 2007, l'esdeveniment s'anomena oficialment Red Bull FIM Motocross of Nations, ja que aquell any l'empresa de begudes energètiques Red Bull en va esdevenir patrocinadora oficial.

## Format
A la prova hi participen equips nacionals (més concretament, estatals) formats per tres pilots cadascun. Dissabte es corren les curses classificatòries que determinen els 20 equips que tindran dret a córrer la final, que es disputa diumenge i consta de tres “mànegues” (curses) que determinen la nació guanyadora.
Cadascun dels tres pilots d'un equip corre en una categoria diferent: MX1 (motors de dos temps fins a 250 cc o bé de motors de quatre temps fins a 450 cc), MX2 (motors de dos temps fins a 125 cc o bé de quatre temps fins a 250 cc) i Open (lliure). Cada pilot corre un total de dues mànegues, ja que a cada mànega hi participen 2 categories a l'hora, per tal que cada categoria competeixi amb les altres dues. Són doncs tres mànegues, en aquest ordre:
- 1a Mànega: MX1 + MX2
- 2a Mànega: MX2 + Open
- 3a Mànega: MX1 + Open

Al final de les tres curses se sumen els cinc millors resultats dels sis possibles de cada equip (3 pilots per 2 curses cadascun) per tal de determinar la classificació final.
Abans de la recent reintroducció en aquest esport dels motors de quatre temps i el posterior naixement de les categories MX i MX2, el Motocròs de les Nacions es corria amb les mateixes cilindrades que els Campionats del Món: 125 cc, 250 cc i 500 cc.

## Història de la competició
El Motocròs, conegut com a Scramble al Regne Unit quan va ser inventat els anys 20, es va desenvolupar ràpidament durant els anys 30. Després de la Segona Guerra Mundial, la FIM va donar nivell internacional a aquest esport, creant el Motocross des Nations (títol oficial en francès), un trofeu clàssic que ha estat celebrat anualment des d'aleshores.

### Primers anys: el domini de l'equip britànic
La prova inaugural es va celebrar prop de la Haia, als Països Baixos, el 20 de juliol de 1947. Van ser-hi convidades tres federacions estatals: Països Baixos, Bèlgica i Regne Unit. El belga Auguste Mingels va ser el més ràpid, però un equip del Regne Unit amb Bill Nicholson (BSA), Fred Rist (BSA) i Bob Ray (Ariel) va guanyar el títol, per davant de l'equip "B" belga.
El segon Motocross des Nations va ser l'agost de 1948 a La Fraineuse, prop de la ciutat belga de Spa. Les federacions estatals de França, Suècia i Luxemburg també hi foren convidades. La cursa va ser dominada per l'equip local, quedant els belgues Nic Jansen, Marcel Cox i André Milhoux en primer, segon i cinquè llocs, aconseguint el primer trofeu per a Bèlgica.
A finals d'agost de 1949 li va tocar al Regne Unit acollir la competició, a Brands Hatch. L'equip britànic va guanyar la competició per segona vegada, mantenint així la Copa de forma indefinida. Després l'ACU (Auto-Cycle Union, federació britànica) va donar una altra Copa per a l'equip guanyador de la competició.

### Anys 50
En morir l'any 1954 el vicepresident de la FIM Peter Chamberlain, gran afeccionat al Motocròs i impulsor d'aquest torneig, la copa va ser oficialment batejada amb el seu nom.
Durant els anys 50, el domini britànic va ser aclaparador: set victòries de 10 en el Motocròs de les Nacions abans de 1960. Les úniques excepcions van ser les victòries de Bèlgica el 1951 i Suècia el 1955 i 1958.

### Anys 60

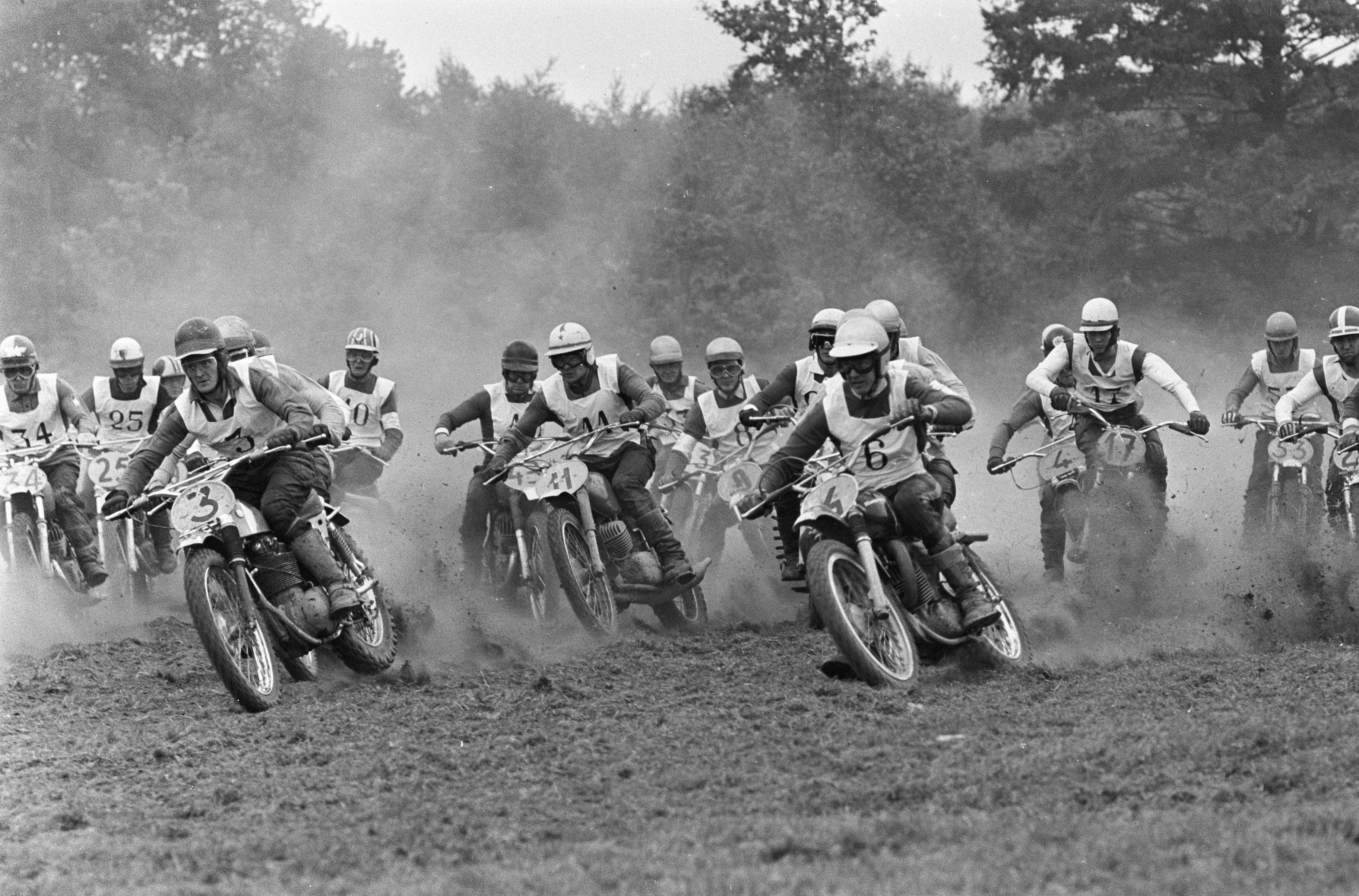
Sortida del Motocross des Nations de 1967, disputat a Markelo (Països Baixos) el 3 de setembre

A partir de la temporada de 1961 la FIM va crear un trofeu específic per a les motocicletes de 250 cc, anomenat Trophée des Nations. Els primers anys el van guanyar els suecs, després de dos èxits inicials del Regne Unit. En el cas dels 500 cc, l'equip del Regne Unit va perdre contra Suècia el 1961 i 1962, però després va guanyar cinc anys consecutius, arribant al nombre de 14 victòries en 20 anys. Malgrat això, la seva darrera victòria va ser el 1967, i trigà després 27 anys a tornar a guanyar.
A Chișinău, Moldàvia (ciutat més coneguda aleshores pel seu nom rus, Kishinev) l'equip de l'URSS es va endur el Trofeu Chamberlain per primera vegada. Després, Bèlgica finalment va tornar a guanyar el trofeu a Farleigh Castle (Anglaterra, 1969) després d'intentar-ho durant 18 anys, amb un equip format pels llegendaris Roger de Coster, Joël Robert i Sylvain Geboers.

### Anys 70
Els anys 70 es va viure un gran canvi a nivell mecànic, amb l'arribada massiva dels fabricants japonesos. Va començar Suzuki, seguida ràpidament per Yamaha, Honda i Kawasaki. Els primers anys de la dècada van ser compartits entre Suècia i Bèlgica.
El 1974 a Suècia, darrere l'equip local va pujar per primera vegada un equip dels EUA al podi, en segon lloc, compost per Jim Pomeroy (Bultaco), Brad Lackey (Husqvarna), Marty Tripes (Husqvarna) i Jimmy Weinert (Kawasaki), just per davant de l'esquadra soviètica amb Guennadi Moisséiev inclòs. El 1975 a Txecoslovàquia, l'equip local va acabar per davant de Bèlgica -tot i la presència en aquest equip de tres campions del món com ara Roger de Coster, Harry Everts i Gaston Rahier- i el Regne Unit. Dues victòries de l'equip belga van precedir la segona victòria d'un equip rus, que incloïa el Campió del Món de 250 cc Moisséiev.

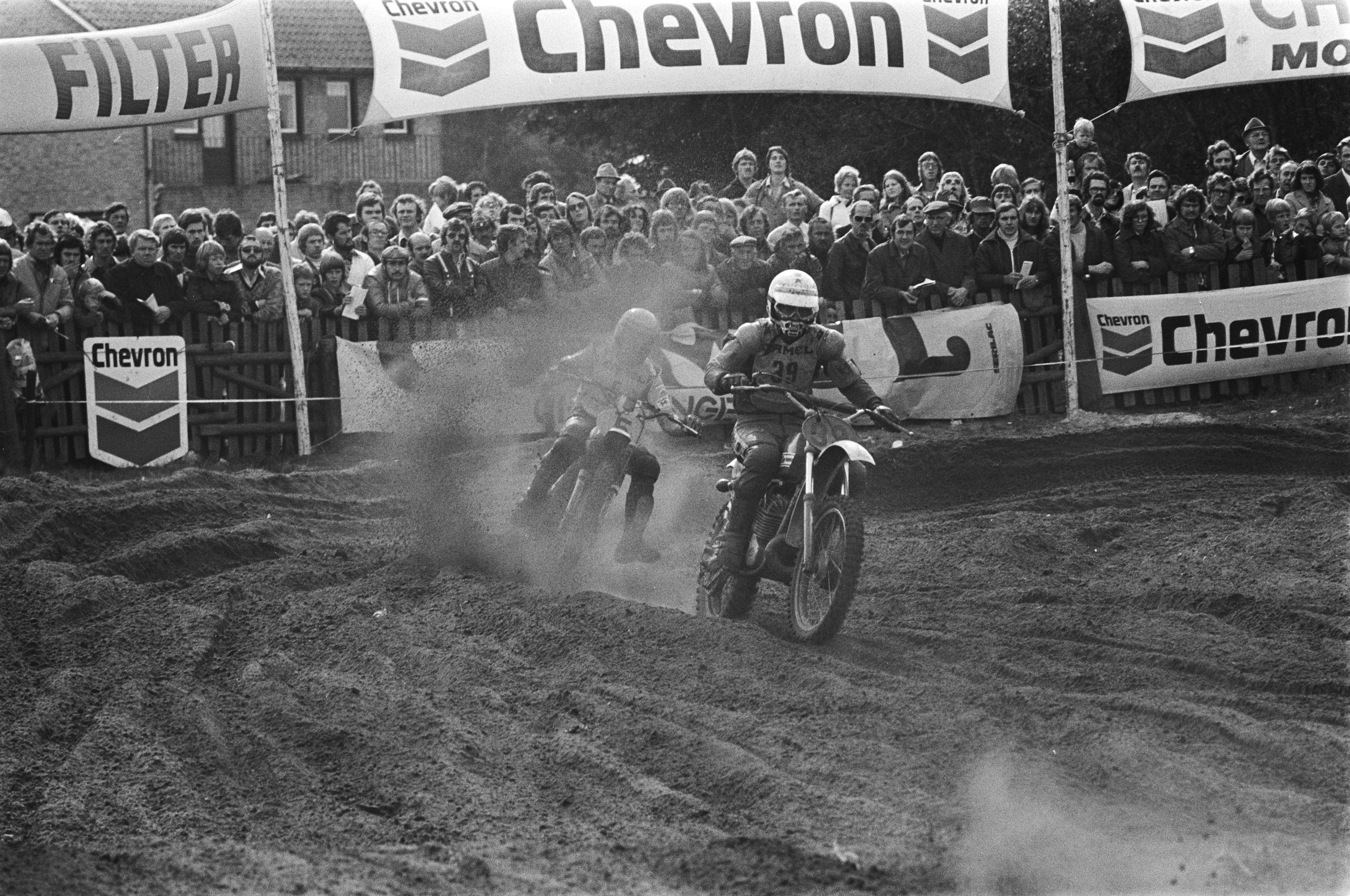
Moiseev davant de De Coster durant el Motocross des Nations de 1976, disputat a Sint Anthonis (Països Baixos) l'onze de setembre

En el Trophée des Nations, Bèlgica va conquerir tots els títols de 1969 fins a 1980 excepte un (Rússia, 1979), a banda d'aconseguir dos títols més en el Motocròs de les Nacions (1979 i 1980), poc abans de començar el domini nord-americà.

### Anys 80, domini nord-americà
Després d'haver-se perdut els torneigs dels dos anys anteriors, l'equip nord-americà va arribar a Lommel, Bèlgica, el setembre de 1981 per al Trophée des Nations, amb quatre pilots d'Honda, dirigits pel belga 5 vegades campió del món, Roger de Coster. Danny Laporte, Chuck Sun, Johnny O'Mara i Donnie Hansen van guanyar amb diferència, i una setmana més tard van tornar a guanyar al Motocross des Nations a Bielstein, Alemanya. L'equip va anar canviant any rere any, però tot continuà igual. L'equip de De Coster aconseguí vuit victòries (quatre a cadascun dels dos torneigs) en quatre anys.
El 1980, la FIM va decidir introduir l'any següent un trofeu per a un tercer equip amb motos de 125 cc: la Coupe des Nations. L'equip italià dirigit per Michele Rinaldi va guanyar els dos primers títols, seguida de Bèlgica (amb Eric Geboers) i els Països Baixos (amb Kees van der Ven i John van den Berk).

### 1985, nou format
El 1985 entrà en vigor el nou format de curses en tres cilindrades (500, 250 i 125 cc), desapareixent el Trophée i la Coupe. Els nord-americans seguiren dominant el torneig fins al 1994, perdent després de 17 victòries consecutives (13 al Motocross des Nations i els quatre darrers Trophée des Nations), contra el Regne Unit, a Roggenburg, Suïssa.
Els equips nord-americans van estar integrats sempre pels millors pilots internacionals. Danny "Magoo" Chandler va guanyar a les quatre eliminatòries el 1982, però potser el més gran triomf de tots es va produir a Maggiore, Itàlia, el 1986, quan l'equip format per David Bailey, Ricky Johnson i Johnny O'Mara van acabar les tres curses sense ser superats per la resta de pilots.

### Anys 90

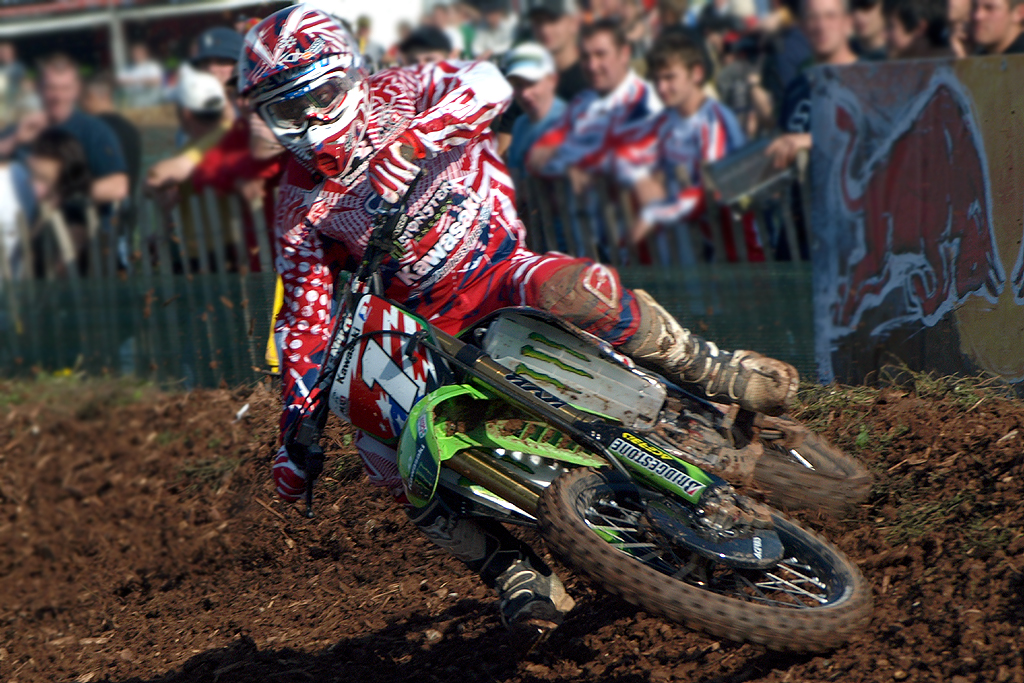
James Stewart a l'edició del 2008

Després de la victòria del Regne Unit el 1994 va ser el torn de Bèlgica el 1995 amb Stefan Everts, Joël Smets i Marnicq Bervoets. Però els nord-americans encara hi eren. El 1996, a Xerès, Espanya, l'equip dirigit pel multi-campió Jeremy McGrath va vèncer els equips francesos i belgues. A continuació van venir dues victòries de Bèlgica i el 1999 al Brasil es va produir la primera victòria d'Itàlia (amb els campions del món Andrea Bartolini i Alessio Chiodi, a banda de Claudio Federici), per davant de França i Bèlgica.

### Segle XXI
Una vegada més, els nord-americans guanyaren el 2000 a Saint-Jean-d'Angély, encapçalats pel seu pilot estrella Ricky Carmichael. El 2001, al famós circuit de La Citadelle de Namur, França va aconseguir la seva primera victòria (amb David Vuillemin, Yves Demaria i Luigi Séguy), superant els belgues a casa seva. Itàlia va guanyar l'edició del 2002, i Bèlgica (amb el pilot amb més títols mundials de la història, Stefan Everts) va guanyar les edicions del 2003 i 2004, abans de la reaparició dels EUA en les quatre darreres, amb James Stewart havent substituït Carmichael com a pilot líder de l'equip el 2006.

## Llista de guanyadors
A 26 de novembre de 2024
| Any  | Guanyador             | Pilots                                                                    | Circuit                       |
| ---- | --------------------- | ------------------------------------------------------------------------- | ----------------------------- |
| 1947 | Regne Unit            | Bill Nicholson / Fred Rist / Bob Ray                                      | Països Baixos: Wassenaar      |
| 1948 | Bèlgica               | Nic Jansen / Marcel Cox / André Milhoux                                   | Bèlgica: Spa                  |
| 1949 | Regne Unit            | Harold Lines / Bob Manns / Ian Soovell                                    | Regne Unit: Brands Hatch      |
| 1950 | Regne Unit            | John Draper / Basil Hall / Harold Lines                                   | Suècia: Skillingaryd          |
| 1951 | Bèlgica               | Victor Leloup / Nic Jansen / Marcel Meunier                               | Bèlgica: Namur                |
| 1952 | Regne Unit            | Brian Stonebridge / Geoff Ward / Phil Nex                                 | Regne Unit: Brands Hatch      |
| 1953 | Regne Unit            | Les Archer / John Draper / Geoff Ward                                     | Suècia: Skillingaryd          |
| 1954 | Regne Unit            | Geoff Ward / Brian Stonebridge / Dave Curtis                              | Països Baixos: Norg           |
| 1955 | Suècia                | Bill Nilsson / Sten Lundin / Lasse Gustavsson                             | Dinamarca: Randers            |
| 1956 | Regne Unit            | Jeff Smith / Geoff Ward / John Draper                                     | Bèlgica: Namur                |
| 1957 | Regne Unit            | Jeff Smith / Dave Curtis / Brian Martin                                   | Regne Unit: Brands Hatch      |
| 1958 | Suècia                | Bill Nilsson / Lasse Gustavsson / Ove Lundell                             | Suècia: Knutstorp             |
| 1959 | Regne Unit            | Don Rickman / Jeff Smith / John Draper                                    | Bèlgica: Namur                |
| 1960 | Regne Unit            | Don Rickman / Dave Curtis / Jeff Smith                                    | França: Cassel                |
| 1961 | Suècia                | Bill Nilsson / Rolf Tibblin / Ove Lundell                                 | Països Baixos: Schijndel      |
| 1962 | Suècia                | Rolf Tibblin / Gunnar Johansson / Ove Lundell                             | Suïssa: Wohlen                |
| 1963 | Regne Unit            | Don Rickman / Derek Rickman / John Burton / Jeff Smith                    | Suècia: Knutstorp             |
| 1964 | Regne Unit            | Jeff Smith / Derek Rickman / Don Rickman / Vic Eastwood                   | Regne Unit: Hawkstone Park    |
| 1965 | Regne Unit            | Jeff Smith / Vic Eastwood / Arthur Lampkin / Don Rickman                  | Bèlgica: Namur                |
| 1966 | Regne Unit            | Dave Bickers / Don Rickman / Vic Eastwood / Arthur Lampkin                | França: Rémalard              |
| 1967 | Regne Unit            | Vic Eastwood / Dave Bickers / Jeff Smith                                  | Països Baixos: Markelo        |
| 1968 | Unió Soviètica        | Leonid Shinkarenko / Evgeni Petushkov / Vladímir Pogrbniak / Arnis Angers | Unió Soviètica: Chișinău      |
| 1969 | Bèlgica               | Roger De Coster / Jef Teuwissen / Joël Robert / Sylvain Geboers           | Regne Unit: Farleigh Castle   |
| 1970 | Suècia                | Christer Hammargren / Arne Kring / Bengt Åberg / Åke Jonsson              | Itàlia: Maggiora              |
| 1971 | Suècia                | Åke Jonsson / Bengt Åberg / Olle Pettersson / Christer Hammargren         | Bretanya : Gwened             |
| 1972 | Bèlgica               | Roger De Coster / Jaak van Velthoven / René Van De Vorst                  | Països Baixos: Norg           |
| 1973 | Bèlgica               | Roger De Coster / René Heeren / Jaak van Velthoven / Sylvain Geboers      | Suïssa: Wohlen                |
| 1974 | Suècia                | Bengt Åberg / Arne Kring / Hakan Andersson / Åke Jonsson                  | Suècia: Husqvarna             |
| 1975 | Txecoslovàquia        | Antonín Baborovský / Jiří Churavý / Miroslav Nováček / Zdeněk Velký       | Txecoslovàquia: Sedlčany      |
| 1976 | Bèlgica               | Roger De Coster / Gaston Rahier / Harry Everts / Jaak van Velthoven       | Països Baixos: Sint Anthonis  |
| 1977 | Bèlgica               | André Malherbe / Jaak van Velthoven / Roger De Coster / Jean-Paul Mingels | França: Cognac                |
| 1978 | Unió Soviètica        | Guennadi Moisséiev / Vladímir Kàvinov / Valery Korneev / Yuri Khudiakov   | RFA: Gaildorf                 |
| 1979 | Bèlgica               | Roger De Coster / Harry Everts / André Malherbe / Ivan Van den Broek      | Finlàndia: Ruskeasanta        |
| 1980 | Bèlgica               | André Malherbe / Georges Jobé / André Vromans / Ivan Van den Broek        | Regne Unit: Farleigh Castle   |
| 1981 | Estats Units          | Chuck Sun / Johnny O'Mara / Danny Laporte / Donnie Hansen                 | RFA: Bielstein                |
| 1982 | Estats Units          | David Bailey / Johnny O'Mara / Danny Chandler / Jim Gibson                | Suïssa: Wohlen                |
| 1983 | Estats Units          | David Bailey / Mark Barnett / Jeff Ward / Broc Glover                     | Bèlgica: Angreau              |
| 1984 | Estats Units          | David Bailey / Johnny O'Mara / Jeff Ward / Ricky Johnson                  | Finlàndia: Vantaa             |
| 1985 | Estats Units          | David Bailey / Jeff Ward / Ron Lechien                                    | RFA: Gaildorf                 |
| 1986 | Estats Units          | David Bailey / Ricky Johnson / Johnny O'Mara                              | Itàlia: Maggiora              |
| 1987 | Estats Units          | Bob Hannah / Ricky Johnson / Jeff Ward                                    | Estats Units: Unadilla Valley |
| 1988 | Estats Units          | Ron Lechien / Ricky Johnson / Jeff Ward                                   | França: Villars-sous-Écot     |
| 1989 | Estats Units          | Jeff Ward / Jeff Stanton / Mike Kiedrowski                                | Alemanya: Gaildorf            |
| 1990 | Estats Units          | Jeff Ward / Jeff Stanton / Damon Bradshaw                                 | Suècia: Vimmerby              |
| 1991 | Estats Units          | Mike Kiedrowski / Jeff Stanton / Damon Bradshaw                           | Països Baixos: Valkenswaard   |
| 1992 | Estats Units          | Billy Liles / Mike LaRocco / Jeff Emig                                    | Austràlia: Manjimup           |
| 1993 | Estats Units          | Mike Kiedrowski / Jeremy McGrath / Jeff Emig                              | Àustria: Schwanenstadt        |
| 1994 | Regne Unit            | Kurt Nicoll / Rob Herring / Paul Malin                                    | Suïssa: Roggenburg            |
| 1995 | Bèlgica               | Joël Smets / Marnicq Bervoets / Stefan Everts                             | Eslovàquia: Sverepec          |
| 1996 | Estats Units          | Jeff Emig / Jeremy McGrath / Steve Lamson                                 | Espanya: Jerez de la Frontera |
| 1997 | Bèlgica               | Marnicq Bervoets / Stefan Everts / Joël Smets                             | Bèlgica: Nismes               |
| 1998 | Bèlgica               | Stefan Everts / Marnicq Bervoets / Patrick Caps                           | Regne Unit: FoxHill           |
| 1999 | Itàlia                | Alessio Chiodi / Claudio Federici / Andrea Bartolini                      | Brasil: Indaiatuba            |
| 2000 | Estats Units          | Travis Pastrana / Ricky Carmichael / Ryan Hughes                          | França: Saint-Jean-d'Angély   |
| 2001 | França                | Yves Demaria / Luigi Séguy / David Vuillemin                              | Bèlgica: Namur                |
| 2002 | Itàlia                | Andrea Bartolini / Alessio Chiodi / Alessandro Puzar                      | Catalunya: Bellpuig           |
| 2003 | Bèlgica               | Stefan Everts / Steve Ramon / Joël Smets                                  | Bèlgica: Zolder               |
| 2004 | Bèlgica               | Stefan Everts / Steve Ramon / Kevin Strijbos                              | Països Baixos: Lierop         |
| 2005 | Estats Units          | Ricky Carmichael / Ivan Tedesco / Kevin Windham                           | França: Ernée                 |
| 2006 | Estats Units          | James Stewart / Ryan Villopoto / Ivan Tedesco                             | Regne Unit: Matterley Basin   |
| 2007 | Estats Units          | Ricky Carmichael / Ryan Villopoto / Tim Ferry                             | Estats Units: Budds Creek     |
| 2008 | Estats Units          | James Stewart / Ryan Villopoto / Tim Ferry                                | Regne Unit: Donington Park    |
| 2009 | Estats Units          | Ryan Dungey / Jake Weimer / Ivan Tedesco                                  | Itàlia: Franciacorta          |
| 2010 | Estats Units          | Ryan Dungey / Trey Canard / Andrew Short                                  | Estats Units: Lakewood        |
| 2011 | Estats Units          | Ryan Dungey / Blake Bagget / Ryan Villopoto                               | França: Saint-Jean-d'Angély   |
| 2012 | Alemanya              | Maximilian Nagl / Ken Roczen / Marcus Schiffer                            | Bèlgica: Lommel               |
| 2013 | Bèlgica               | Ken De Dycker / Jeremy Van Horebeek / Clément Desalle                     | Alemanya: Teutschenthal       |
| 2014 | França                | Gautier Paulin / Dylan Ferrandis / Steven Frossard                        | Letònia: Kegums               |
| 2015 | França                | Gautier Paulin / Marvin Musquin / Romain Febvre                           | França: Ernée                 |
| 2016 | França                | Gautier Paulin / Benoît Paturel / Romain Febvre                           | Itàlia: Maggiora              |
| 2017 | França                | Gautier Paulin / Christophe Charlier / Romain Febvre                      | Regne Unit: Matterley Basin   |
| 2018 | França                | Gautier Paulin / Dylan Ferrandis / Jordi Tixier                           | Estats Units: Red Bud         |
| 2019 | Països Baixos         | Jeffrey Herlings / Calvin Vlaanderen / Glenn Coldenhoff                   | Països Baixos: Assen          |
| 2020 | Cancel·lat (COVID-19) | Cancel·lat (COVID-19)                                                     | França: Ernée                 |
| 2021 | Itàlia                | Antonio Cairoli / Alessandro Lupino / Mattia Guadagnini                   | Itàlia: Mantova               |
| 2022 | Estats Units          | Eli Tomac / Justin Cooper / Chase Sexton                                  | Estats Units: Red Bud         |
| 2023 | França                | Romain Febvre / Tom Vialle / Maxime Renaux                                | França: Ernée                 |
| 2024 | Austràlia             | Hunter Lawrence / Kyle Webster / Jett Lawrence                            | Regne Unit: Matterley Basin   |

### Total de victòries per equips
| Equip          | Victòries |
| -------------- | --------- |
| Estats Units   | 23        |
| Regne Unit     | 16        |
| Bèlgica        | 15        |
| Suècia         | 7         |
| França         | 7         |
| Itàlia         | 3         |
| Unió Soviètica | 2         |
| Txecoslovàquia | 1         |
| Alemanya       | 1         |
| Països Baixos  | 1         |
| Austràlia      | 1         |
| Total          | 77        |